# Річард Вотлі
Річард Вотлі (англ. Richard Whately; 1 лютого 1787, Лондон — 8 жовтня 1863, Дублін) — англійський та ірландський філософ, теолог і економіст. Автор робіт з широкого кола питань.
Син англіканського священника, професора риторики Грешем-коледжу.
Навчався у Оксфорді (коледж Орієль). Викладав у ньому ж (професор політичної економії, 1829 - 1831). Одружився у 1821 р. Його учнем у Оксфорді був Нассау Сеніор, на світогляд якого він вплинув фундаментально.
З 1831 р. обіймав посаду архієпископа Дублінського англіканської Церкви Ірландії. Заснував кафедру політичної економії у Триніті-коледжі (Дублін) й став її завідувачем. у 1847 р. став першим президентом Суспільства статистичних й соціальних досліджень Ірландії й обіймав цю посаду до кінця життя.
Запропонував термін "каталактика" для позначення розширеного порядку людської взаємодії, в якості більш адекватної заміни терміна "політична економія".

Віддаючи належне Річарду Вотлі як економісту, Йозеф Шумпетер писав:
Вотлі із притаманним йому здоровим глуздом указував (у Elements of Logic), що більшість проблем, через які сваряться економісти, були чисто словесними, а неточне вживання термінів, яке слугує як причиною, так й наслідком неточного мислення, було багатим джерелом непорозумінь.

## Основні праці з економіки
- «Елементи логіки» (Elements of Logic, 1826)
- «Вступні лекції з політичної економії» (Introductory Lectures on Political Economy, 1832)
- «Легкі лекції з грошових питань для використання молодими людьми» (Easy Lessons on Money Matters for the Use of Young People, 1837)